# Albstadt
Albstadt település Németországban, azon belül Baden-Württembergben. Lakosainak száma 46 831 fő (2023. december 31.). Albstadt Balingen, Burladingen, Bitz, Bisingen, Hechingen, Meßstetten, Straßberg, Winterlingen és Jungingen községekkel határos.

## Népesség
A település népessége az elmúlt években az alábbi módon változott:
| Lakosok száma | 46 600 | 50 867 | 51 488 | 47 836 | 46 369 | 49 878 | 47 855 | 45 888 | 44 056 | 46 831 |
|               | 1961   | 1968   | 1974   | 1981   | 1987   | 1994   | 2000   | 2007   | 2013   | 2023   |

## Fekvése
Hayingentől nyugatra fekvő település.

## Városrészek
Következik  városrészek léteznek: 
| - Ebingen - Tailfingen - Onstmettingen | - Truchtelfingen - Pfeffingen - Lautlingen | - Laufen - Margrethausen - Burgfelden |

## Nevezetességei
A János-templom (Johanneskirche) Tailfingen városrészben.